# أوه يون-كيو
أوه يون-كيو (25 مايو 1960 - 27 سبتمبر 2000): لاعب كرة قدم سابق من كوريا الجنوبية. لعب مع منتخب كوريا الجنوبية لكرة القدم في عام 1985 وعام 1986.